# 熊本市立江南中学校
熊本市立江南中学校（くまもとしりつ こうなんちゅうがっこう）は、熊本県熊本市中央区本山町にある公立中学校。6・3制実施により設立された熊本市立新制中学校9校のうちの1つ。熊本市立向山小学校と連携型小中一貫教育を行っている。

## 沿革
- 1947年4月22日（昭和22年）- 熊本市立江南中学校設立
- 1948年4月1日（昭和23年） - 熊本市立江南第二中学校（現在の熊本市立江原中学校）を分離

## 歴代校長
- 1947年（昭和22年） - 初代校長 岡崎伊十郎
- 1989年（平成元年） - 校長 今村正晴
- 1999年（平成11年） - 第16代校長 津川美清
- 2001年（平成13年） - 第17代校長 永井幸男
- 2003年（平成15年） - 第18代校長 村上賢治
- 2005年（平成17年） - 第19代校長 鬼塚信臣
- 2008年（平成20年） - 第20代校長 村上敏晴
- 2011年（平成23年） - 第21代校長 藤本康
- 2013年（平成25年） - 第22代校長 篤永高志
- 2017年（平成29年） - 第23代校長 酒井 康範
- 2018年（平成30年） - 第24代校長（現校長） 松野保生

## 部活動結果
- 男子バスケットボール部は平成22年市中体連ベスト3。県中体連出場決定。
- 男子ソフトテニス部は平成23年熊本県中学生選手権大会ベスト8。平成28年熊本県中学生新人大会3位。平成28年九州ジュニア選抜インドアソフトテニス大会3位。平成29年熊本県中学生選手権大会3位
- 女子ソフトテニス部は平成28年熊本県中学生新人大会優勝。平成29年熊本県中学生選手権大会優勝。
- サッカー部は平成28年度 協会長杯ジュニアユースサッカー大会 にて優勝。

## クラブ活動

### 運動部
- 野球部
- サッカー部
- 男子バスケットボール部
- 女子バスケットボール部
- 女子バレーボール部
- 男子ソフトテニス部
- 女子ソフトテニス部

### 文化部
- 吹奏楽部
- 美術部
- 吹奏楽部
- 美術部

### 制服
- 男子
  - 標準学生服
  - カッターシャツ、スラックス
- 女子
  - ブレザー、カッターシャツ、吊りスカート
  - カッターシャツ、吊りスカート

## 学校周辺
- 都市バス本山営業所
- 国道3号

## 著名な卒業生
- 高良健吾
- 満田誠